# Срђан Станић
Срђан Станић (Врбас, 7. јун 1982) је бивши српски фудбалер. Играо је на средини терена.

## Клупска каријера
Поникао је у Врбасу, за чији први тим је дебитовао у сезони 1999/00, када је наступио на једном мечу. У наредној сезони је био стандардан првотимац, да би у лето 2001. прешао у ОФК Београд. У дресу клуба са Карабурме је дебитовао у највишем рангу, првој лиги СР Југославије.
У јуну 2003. је прешао у московски Спартак. У руском клубу је одиграо укупно 14 утакмица, од чега 11 првенствених, две у Купу УЕФА и једну у Купу Русије. Вратио се 2005. у Србију, и потписао за Хајдук из Куле. Три сезоне је наступао за Хајдук у највишем рангу, да би у лето 2008. потписао за мађарског прволигаша Диошђер. Провео је наредне три године у Мађарској, такође носећи дрес Капошвара и Ференцвароша.
У зимском прелазном року сезоне 2011/12, прелази у суперлигаша Борац из Чачка. Са чачанским клубом стиже до пласмана у финале Купа Србије 2012, где су поражени од Црвене звезде 2:0. Клуб испада из Суперлиге Србије на крају такмичарске 2011/12, а Станић у Борцу проводи и први део сезоне 2012/13. наступајући у Првој лиги Србије. Током пролећа 2013. игра у Слоги из Краљева, након чега се враћа у Врбас где остаје до 2017. када завршава каријеру.

## Репрезентација
Наступао је за младу репрезентацију Србије и Црне Горе.